# Diarsan
Diarsan ist eine instabile chemische Verbindung aus der Gruppe der Arsane. Als Diarsane werden allgemein Verbindungen mit der Struktur As2R4 bezeichnet, wobei R ein Rest ist wie bspw. Wasserstoff (H).

## Gewinnung und Darstellung
Diarsan entsteht als Nebenprodukt bei der Herstellung von Arsenwasserstoff über eine einfache Methode bei der eine Hydrolyse von Zinkarsenid in einer nicht oxidierenden, wässrigen Säure wie Schwefelsäure erfolgt.

## Eigenschaften
Unterhalb von −100 °C liegt Diarsan als weißer Feststoff vor, der sich über dieser Temperatur erst gelb und dann braun verfärbt. Über −50 °C siedet die Verbindung, wobei Untersuchungen zeigen, dass sie im gasförmigen Zustand stabiler ist, als im festen oder flüssiger Form.